# Concursul Wiki Loves Monuments
„Wiki Loves Monuments” este o competiție anuală internațională de fotografie, desfășurată în septembrie și octombrie. Participanții fac fotografii cu monumente istorice din țările participante și mai apoi le încarcă la Wikimedia Commons. Concursul are scopul de a pune în evidență patrimoniul istoric al țărilor participante.
În 2010 s-a ținut prima ediție, în Țările de Jos, iar în 2011 concursul a fost extins la nivel european. Din 2012 au participat țări de pe toate continentele.